# Nico Santos
Nico Santos, född 7 april 1979 i Manila, är en filippinsk-amerikansk skådespelare.
Santos har bland annat medverkat i TV-serien Superstore (2015-2021) och i filmerna Guardians of the Galaxy Vol. 3 och Happiness for Beginners från 2023.

## Filmografi (i urval)
- 2015–2021 – Superstore (TV-serie)
- 2023 – Guardians of the Galaxy Vol. 3
- 2023 – Happiness for Beginners
- 2024 – St. Denis Medical (TV-serie)